# Буавен, Гийом
Гийом Буавен (фр. Guillaume Boivin, род. 14 октября 1986 в Монреале, Квебек, Канада) — канадский профессиональный шоссейный велогонщик. Чемпион Канады в групповой гонке 2015 года.

## Победы
| 2008 - Тур Квебека — 3 этап и генеральная классификация 2009 - Чемпион Канады в групповой гонке до 23 лет 2010 - Тур Квебека — 3 этап и генеральная классификация | 2013 - Тур де Бос — этап 2 2015 - Чемпион Канады в групповой гонке - Тур де Бос — этап 3b 2016 - Тур Руанды — этап 1 2021 - Чемпион Канады в групповой гонке |

## Статистика выступлений на Гранд Турах
| Гранд Тур | 2013 | 2014 |
| --------- | ---- | ---- |
| Джиро     | –    | –    |
| Тур       | –    | –    |
| Вуэльта   | сход | 149  |